# Gerry Thomas
Gerry Thomas (* 17. Februar 1922; † 18. Juli 2005) war ein US-amerikanischer Erfinder.
Thomas entwickelte in den 1950er Jahren das TV-Dinner, eine auf einem unterteilten Aluminium-Einwegteller verkaufte Fertigmahlzeit. Das TV-Dinner war dazu gedacht, das Essen im Ofen zu erwärmen und während des Fernsehens zu verzehren. Thomas arbeitete für den Tiefkühlkost-Produzenten Swanson und nutzte bei der Entwicklung des TV-Dinners die damals bereits für Mahlzeiten in Flugzeugen verwendeten Aluminium-Einwegteller.
Während des ersten Verkaufsjahres 1954 konnte Swanson statt der geplanten 5000 Mahlzeiten 10 Millionen Essen verkaufen.
Thomas starb 2005 an Krebs.